# Alsancak

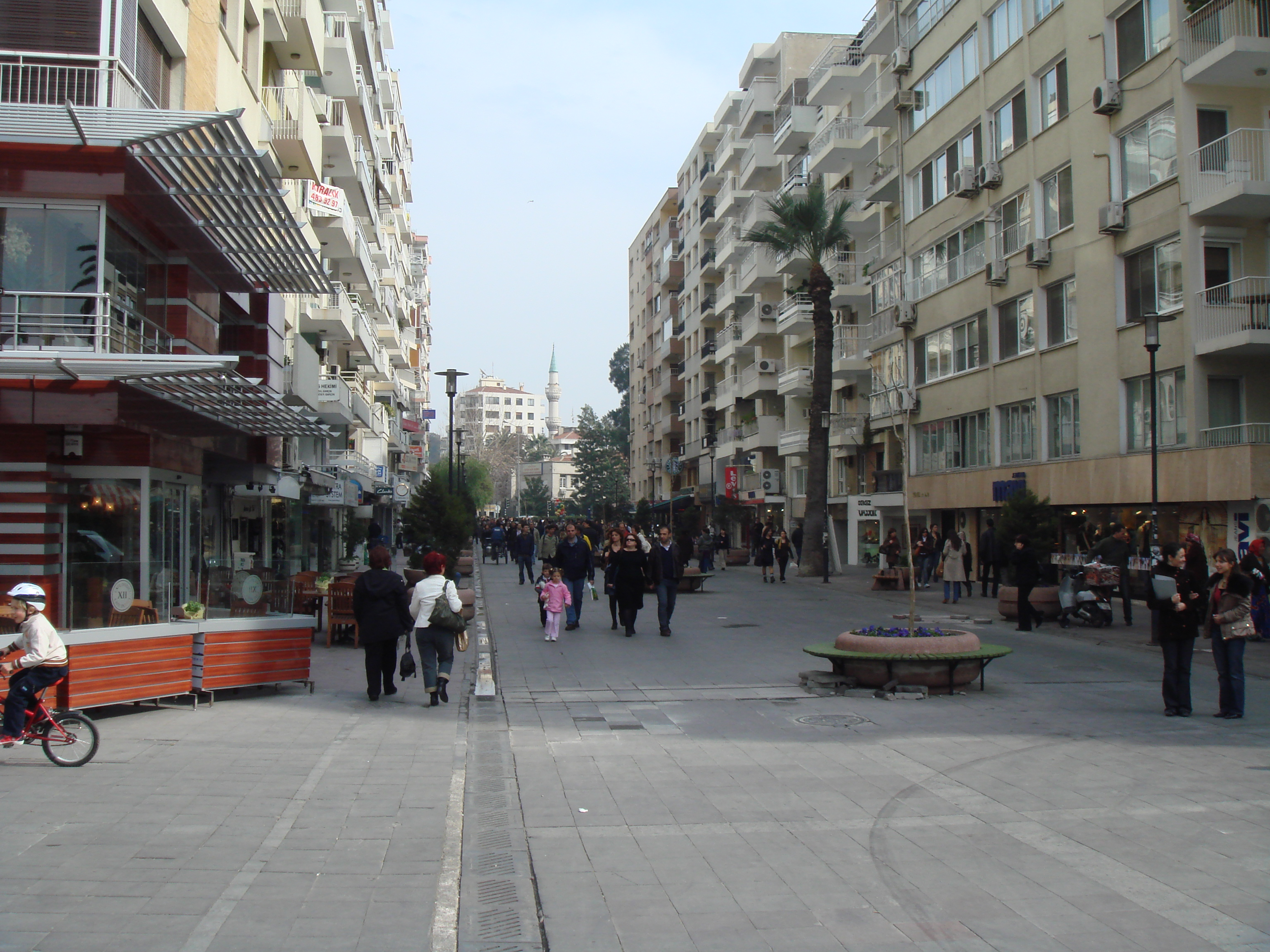
una via di Alsancak

Alsancak (pronuncia: Alsangiac) è un quartiere (o zona; in turco: semt) appartenente alla municipalità di Konak (il centro storico), nella città turca di Smirne. I luoghi più conosciuti del quartiere sono la stazione di Alsancak  (Alsancak Garı, la stazione ferroviaria dove passa anche la metropolitana per l'aeroporto), la piazza Gündoğdu (Gündoğdu Meydanı) e il viale dei martiri di Cipro (Kıbrıs Şehitleri Caddesi).
Fino al 2015 vi si trovava lo stadio di Alsancak, poi demolito per motivi di sicurezza.